# Урубко, Денис Викторович
Дени́с Ви́кторович Уру́бко (род. 29 июля 1973, Невинномысск Ставропольского края РСФСР, СССР) — высотный альпинист, мастер спорта международного класса, неоднократный чемпион СНГ, Казахстана и Кыргызстана в высотном, техническом, высотно-техническом и зимнем классах. Имеет титул «Снежный барс» (прошёл все пять семитысячников СНГ за 42 дня лета 1999 года).
Четырёхкратный обладатель приза «Золотой ледоруб Азии» (Piolet D’Or Asia): в 2006 году — за первопроход на Манаслу, в 2009 году — за новый маршрут на Чо-Ойю, в 2011 году — за новый маршрут на пик Победы («Палка к доллару»).
Также 9 ноября 2012 года в Сеуле (Южная Корея) Урубко получил «Золотой ледоруб Азии за заслуги».
Обладатель приза «Золотой ледоруб»-2010 за лучшее высотное восхождение (за тот же первопроход на Чо-Ойю в 2009 году). Совместно с Сергеем Самойловым номинант на «Золотой ледоруб»-2007 за первопрохождение в альпийском стиле северо-восточной стены Манаслу (8156 м).
Обладатель «альпинистского Оскара» Eiger Award-2009 за первое зимнее восхождение на Макалу и приза журнала «Climbing Magazine»(США) — 2012 Golden Piton (Золотой Крюк) за первое зимнее восхождение на Гашербрум II.
Кавалер Золотого ордена Национального Олимпийского комитета РК за выдающиеся заслуги в спорте (2009), несколько медалей по линии военной службы, медали Наварры и Непала. Фондом развития спорта Казахстана (ФРСК) признан «Лучшим спортсменом года-2009» в Республике Казахстан. В 2010—2011 годах был вице-президентом Федерации альпинизма и скалолазания Республики Казахстан.
Первый горовосходитель из СНГ, покоривший за 9 лет (2000—2009) все 14 восьмитысячников мира, причём, все — без применения кислорода. Стал по этому показателю восьмым в мире.

## Биография
Денис Викторович Урубко родился 29 июля 1973 года в Невинномысске Ставропольского края. Мать, Урубко Наталья Павловна, работала преподавателем музыки в детских садах и начальных школах и с детства привила Денису любовь к литературе и искусству. С отцом-геодезистом будущий альпинист ездил в полевые партии по Северному Кавказу, ходил на охоту и рыбалку.
В 1987 году семья переехала на Сахалин в поисках лучшего климата из-за развивавшейся у Дениса аллергической астмы. На Дальнем Востоке Денис Урубко много ходил по тайге, путешествовал по лесам на юге острова, приобретая опыт длительной походной жизни. Прочитав в 1990 году статью в альманахе «Ветер Странствий» о восхождении на гималайский пик Дхаулагири казахстанской экспедиции Казбека Валиева и Юрия Моисеева, отрывок из книги Райнхольда Месснера «В одиночку на Нанга-Парбат», загорелся альпинизмом как видом спорта. Тем же летом он поднялся на гору Лопатина (1609 м) — высшую точку Сахалина.
Урубко дебютировал в «настоящих горах» в 17 лет, отправившись в одиночку летом в Кодар и совершив восхождение на безымянную вершину около 2600 м. Тем же летом, 13 августа 1991 года, в одиночку поднялся на Восточную Белуху (4506 м) на Алтае. Затем в феврале 1992 года совершил с другом зимнее восхождение на Ключевскую сопку (4750 м) на Камчатке. Учился в Институте искусств г. Владивосток, там пришёл заниматься в городской клуб альпинизма. Ездил на спортивные сборы на Баджальский горный хребет в Хабаровском крае, где закрыл третий разряд по альпинизму, и в Ала-Арчу (Кыргызстан), выполнив норматив второго разряда. Летом поехал на Памиро-Алай работать помощником в горных треккингах с иностранцами в район Аксу — Каравшин на границе Кыргызстана и Таджикистана. Взобрался на свой первый пятитысячник Актюбек (5125 м), совершил ещё несколько сольных восхождений 3Б-4А, в том числе на Аксу Главная (5355 м). На обратном пути в киргизском городе Оше познакомился с Ервандом Ильинским — старшим тренером ЦСКА МО РК, который пригласил его в Алма-Ату, в спортивный клуб ЦСКА. В начале 1993 года, бросив учёбу в Институте искусств во Владивостоке, переехал в Казахстан и влился в альпинистскую спортивную секцию г. Алма-Аты. Принял казахстанское гражданство, сохранив российское, был призван на действительную воинскую службу, которую проходил в ЦСКА, долгое время был прапорщиком спортивной роты . По настоянию друзей поступил в Казахский национальный университет имени аль-Фараби, где заочно учился на факультете журналистики с 2001 по 2007 год.
С 1993 по 2014 год совершил множество выдающихся восхождений на Тянь-Шане, Памире, в Гималаях и Каракоруме. Выступая в составе сборной Казахстана, а затем самостоятельно, стал первым в СНГ восходителем, покорившим все 14 восьмитысячников мира.
Начал выпускать свои книги и с 2000 года тренировать спортивную секцию альпинизма в Алма-Ате. В 2012 году оставил Казахстан, в 2013 году и переехал в Рязань. Сейчас живёт и тренируется на севере Италии в окрестностях Бергамо. Часто бывает на юге Польши (Нижнесилезское воеводство, Малопольское воеводство) и в Басконии. Помогает заинтересованной молодёжи в рамках своего международного проекта «URUBKO CAMP». Встречается и рассказывает про системы тренировок, методику подготовки, материально и финансово поддерживает коллективы и отдельных спортсменов, организует совместные выезды в горы.
12 февраля 2015 года Денис Урубко при помощи своих польских друзей — альпинистов (депутата Европарламента Януша Онышкевича, Кшиштофа Велицки, Богдана Янковского, Януша Майера, Богуслава Магреля и др.) получил польское гражданство.

## Значимые восхождения
В составе различных команд ЦСКА (Алма-Ата)
1993 год — в возрасте 20 лет дважды покорил семитысячник Хан-Тенгри (7010 м)  (недоступная ссылка) на Тянь-Шане и пик Мраморная стена (6400 м), в одиночку совершил восхождение по северной стене пика Орджоникидзе (4410 м) в Заилийском Алатау, которое он позже впечатляюще описал в рассказе «Крутой лёд» 
1994 год — пик Свободной Кореи (4740 м), по северной стене (маршрут Беззубкина), пик Мраморная Стена (6400 м), пик РГО (6500 м), по западному ребру, пик Учитель (4045 м), по юго-западному контрфорсу, соло.
1995 год — траверс Мраморная стена (6400 м) — Хан-Тенгри (7010 м).
1997 год — пик Маяковского (4208 м) по юго-западной стене, соло.
1998 год — пик Александра Блока (5250 м), по юго-западному гребню, капитан команды.
1999 год — пик Свободной Кореи (4740 м), по северной стене зимой (маршрут Багаева).
2000 год — Подкова Туюк-Су (4218 м) — траверс зимой, пик Свободной Кореи (4740 м), по северной стене зимой (маршрут Ручкина).
2000 год, август — пик Хан-Тенгри (7010 м), новый вариант по северной стене, 6Б, и повторно пик Хан-Тенгри (7010 м), скоростное соло-восхождение по классике с севера за 7 часов 40 мин. с базового лагеря (4000 м) до вершины (7010 м).
2008 год, март — пик Корона V (4840 м), по южной стене, маршрут Балезина, 6А, в двойке с Борисом Дедешко.
2008 год, май — Макалу (8481 м), по классике со своей командой ЦСКА: Б.Дедешко, Е.Шутов и С.Шарипова (первая казахстанка на восьмитысячнике без кислорода) — успешный повтор неудачной попытки в феврале совершить первое зимнее восхождение на Макалу с другой командой ЦСКА .
2008 год, июль — пик Свободной Кореи (4740 м), по северной стене, маршрут Попенко, 6А, в двойке с Борисом Дедешко.
2008 год, август — пик Восьми альпинисток (6110 м), первопроход по западной стене, 6А, с Борисом Дедешко и Геннадием Дуровым.
В этом году Урубко в Киргизском Алатоо и Заилийском Алатау совершил во главе своей команды ЦСКА серию из 13 восхождений 6А, 6А, 6А, 5Б, 5Б, 5Б, 5Б, 5Б, 5А, 5А, 5А, 5А, 5А категорий сложности.
2010 год, август — пик Талгар Главный (4973 м), первопроход по западной стене, 5А, в двойке с Виталием Комаровым.
2010 год, август — пик Талгар Южный (4900 м), первопроход по юго-западной стене, 5Б, с Борисом Дедешко и Вадимом Трофимовым.
С альпинистом Симоне Моро
1999 год — все пять семитысячников Памира и Тянь-Шаня за 42 дня (подъём-спуск) в проекте Симоне Моро, посвящённом памяти Анатолия Букреева «„Снежный барс“ за один сезон» (все с Андреем Молотовым; Марио Курнис закончил проект подъёмом на Хан-Тенгри, Моро сошёл на Пике Победы): 16 июля — пик Ленина (7134 м), 27 июля — пик Корженевской (7105 м), 7 августа — пик Коммунизма (7495 м) , 19 августа — пик Хан-Тенгри (7010 м) и 24 августа — пик Победы (7439 м). Достижение Урубко и Молотова было побито лишь в 2016 году, когда польский альпинист Анджей Баргель поднялся на все пять высочайших гор бывшего СССР за 29 дней 17 часов и 5 минут.
2000 год, май — Эверест (8848 м, классика без кислорода с Южного седла).
2001, 6 марта — Мраморная стена (6435 м), северный Тянь-Шань, с Симоне Моро и Максутом Жумаевым .
2001 год, май — Лхоцзе Главная (8516 м, классика по северо-западному склону без кислорода).
В составе казахстанской экспедиции «Все восьмитысячники мира»
Под рук. Ерванда Ильинского (2001—2003) и Баглана Жунусова (2003, 2007), бескислородные восхождения:
2001 год, 13 августа — Хидден-пик (8068 м, классика через японский кулуар), 19 августа — Гашербрум II (8035 м, классика с юго-запада). Поднялся соло за 7 час. 30 мин. и побил рекорд Анатолия Букреева 1997 года. Команда вышла в 00:30 из Лагеря 3 (7100), Денис вышел в 02:20 из Лагеря 1 (5800 м) и был на вершине в 09:50; обратный путь занял у него 4 часа.
2002 год, май — Канченджанга Главная (8586 м, классика с юго-запада)  и октябрь — траверс Шиша Пангма Центральная (8008 м) — Шиша Пангма Главная (8027 м), классика с севера, с китайской стороны .
2003 год, июнь/июль — Нанга Парбат (8125 м, по маршруту Кинсхофера) и Броуд Пик (8051 м, классика по австрийскому пути, соло) . После неудачи команды в начале августа на К2 (из-за непогоды выше 8200 м подняться не удалось) вышел из состава сборной Казахстана, мотивировав поступок тем, что «надоело ходить по классике».
Вновь с Симоне Моро
2004 год, 4 мая — первопроход 6А категории сложности по северной стене на Кали Химал (7044 м — северная вершина Барунцзе) и 30 мая — Аннапурна (8091 м, ночное соло по северному склону по французскому маршруту, запланированную новую диретиссиму на вершину из лагеря II отменили из-за болезни Симоне) .
В дуэте с Сергеем Самойловым (знаменитая связка ДУСС)
2005 год, июль — снова Броуд Пик (8051 м, теперь первопроход по юго-западной стене в альпийском стиле, категория 6Б, номинация (Золотой ледоруб) — 2005) 
2006 год, дважды на Манаслу (8156 м, 24 апреля — по классическому пути и 5 мая — первопроход по северо-восточному склону в альпийском стиле, категория 6А), получили «Золотой ледоруб Азии — 2006» и вновь номинированы на Золотой ледоруб — 2006, Урубко снял фильм «Пять снов Манаслу».
2007 год, 1 мая — Дхаулагири (8167 м, по классике, руководил своей командой ЦСКА: С. Самойлов, Е. Шутов и С. Шарипова, сам поднялся соло на следующий день).
2007 год, 2 октября — К2 (8611 м). Номинация «Золотой ледоруб Азии — 2007». Самая противоречивая вершина Урубко в блестящей серии многочисленных восхождений. После двух неудач на ней (первая попытка была с поляками и Василием Пивцовым зимой 2003 года) он целый год готовился к новому маршруту на гору по северной стене. Предложил проект экспедиции на машинах из Китая руководству Федерации альпинизма Казахстана (как это сделала в 2006 году экспедиция Сергея Богомолова с юга из Пакистана), получил отказ, но через два месяца сборная команда начала подготовку к такой экспедиции. Тогда Урубко сумел найти других спонсоров (компании RAD и Newtech), и прибыл в базовый лагерь лишь к концу сезона, под занавес работы казахстанской экспедиции. Там безуспешно (из-за начавшихся осенних снегопадов и холодов) попытавшись выйти на свой маршрут, откатился вниз, а затем со свежими силами взошёл с Самойловым на пик по классике, с севера по японскому гребню, по верёвкам, которые целый месяц провешивали бывшие партнёры, но сами взойти уже не смогли. Измотанная тяжёлой многодневной работой передовая связка Жумаев — Пивцов в решающем штурме не дошла до вершины всего 200 м, в непогоду не хватило сил.
После зимней неудачной попытки на Макалу в 2008 году дуэт Урубко — Самойлов распался .
В разных составах

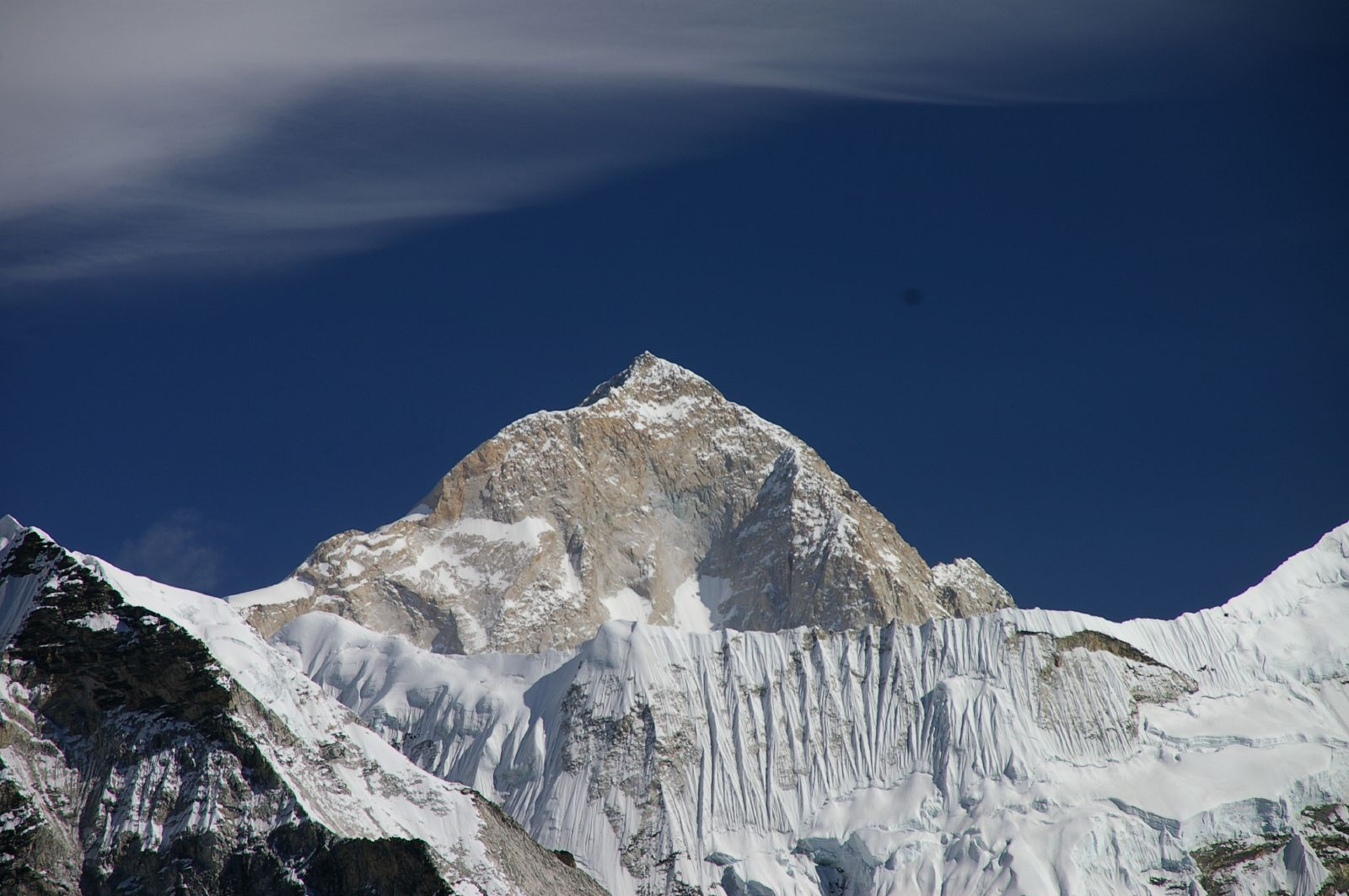
Макалу в Гималаях — первый зимний восьмитысячник 36-летнего Урубко

2004 год, февраль — зимнее восхождение в составе команды Службы Спасения г. Алматы (051) на пик Ленина (при спуске погиб один участник).
2009 год, 9 февраля — вторая зимняя попытка на Макалу на этот раз в паре с Симоне Моро закончилась успешно  — это было первое зимнее восхождение на Макалу. Получили альпинистский Оскар — престижную награду Eiger Award 2009 . На тот момент получилось, что все 9 непальских и Тибетских восьмитысячников покорены и зимой. Но не пройдены были в зимний период ещё четыре в Каракоруме и Нанга-Парбат .
Денис Урубко: «Чо-Ойю — 14-я вершина, на которую я весной собираюсь отправиться с Борисом Дедешко. Есть основания полагать, что мне удастся завершить программу „14 восьмитысячников“, и я хочу это сделать в память тех казахстанцев, которые делали восхождения в Гималаях, в честь таких альпинистов, как Казбек Валиев, Валерий Хрищатый, Юрий Моисеев. Они пытались сделать что-то новое на семитысячниках и восьмитысячниках, и костяк сборной СССР составляли казахстанцы. И я считаю, что первым человеком из бывшего СССР должен быть казахстанец и весной 2009 года я готов подняться на вершину Чо-Ойю. Мы с Борисом попытаемся это сделать по новому маршруту, по южной стене очень крутой, сложной, около трех километров перепада» (октябрь 2008).
2009 год, 11 мая — Чо-Ойю (8201 м, первопроход с Борисом Дедешко по юго-восточной стене) — последний из 14 восьмитысячников мира, покорённых Денисом Урубко, причём все без применения кислорода ! Урубко стал первым альпинистом в СНГ и пятнадцатым в мире, выполнившим программу «Quest-14» https://www.webcitation.org/6HrHqf1WN?url=http://www.sport-express.ru/newspaper/2009-05-18/14_2/. Дата обращения: 23 июня 2019. Архивировано из оригинала 22 июля 2014 года.. И восьмым в мире, сумевшим пройти все эти 14 вершин без применения кислородных приборов. За этот новый маршрут дуэт получил два приза: «Золотой ледоруб Азии»-2009 и всемирный Piolet d’Or (Золотой ледоруб)-2010 за лучшее высотное восхождение.
2010 год, 16 мая Лхоцзе Главная (8516 м, новый казахстанский маршрут)! 16 мая Денис прошёл новый маршрут на Лхоцзе с Южного седла в одиночку. Старт в 6:10, вершина в 11:30, спуск в лагерь 2 в 16:00. Это четвёртый первопроход Дениса на 8000 м!
2011 год, 2 февраля Денис Урубко, Симоне Моро и американский альпинист-фотограф Кори Ричардс поднялись в 11:35 на вершину Гашербрум II (8035 м)! Это первое зимнее восхождение на этот восьмитысячник и первое восхождение на восьмитысячники Каракорума в зимний период 
(Получили ежегодный приз журнала «Climbing Magazine» (США) — 2012 Golden Piton (Золотой Крюк).
2011 год, 25 июля — пик Пржевальского (4273 м), первопроход по западной стене, с Борисом Дедешко  (Золотые медали чемпионата Казахстана 2011 года).
2011 год, 01 августа — запланированная одиночная ночёвка на вершине пика Хан-Тенгри (7010 м), подъём с севера и спуск на юг в ходе подготовки к штурму пика Победы .
2011 год, 15 августа — пик Победы (7439 м) — первопроход по северной стене, («палка к доллару»), 6А, с Геннадием Дуровым  («Золотой ледоруб Азии» 2011 года и номинация на Золотой ледоруб (Piolet D’Or) 2012).
В 2013 году Урубко задумал первопроход юго-западной стены Эвереста в альпийском стиле с лучшим высотником России (11 восьмитысячников) Алексеем Болотовым. Но утром 15 мая на высоте 5600 м Болотов из-за порыва старой верёвки, найденной на месте, сорвался с горы в 300-метровую пропасть .
2014 год, 19 мая — Канченджанга Главная (8586 м, по северной стене) . Урубко взошёл единственный из состава интернациональной команды и стал вторым в мире после испанца Хуана Ойярсабаля, совершившего восхождения на Канчу с обеих сторон, без кислорода в 1996 и 2009 гг.
15 января 2017 года Денис Урубко сводил группу из пятерых россиян на зимний Эльбрус (5642 м) по южному склону и по новому маршруту «Шоколадный каприз».
29 января 2017 года Денис Урубко совершил зимнее соло-восхождение на Хан-Тенгри (7010 м). Российско-польское трио поднялось до штурмового лагеря. Но дальше Яцек Телер, а затем Андрей Шляпников идти отказались и Урубко достиг вершины в одиночку по знакомому маршруту, летом провешенному перильными верёвками для клиентов.
В конце 2015 года Урубко познакомился с испанской альпинисткой Марией Хосе Карделл Фернандес. В августе 2017 года Денис и Мария прошли новую линию на пик Чапаева (6371 м) в Центральном Тянь-Шане. За это достижение двойка удостоилась награды Испанской Федерации Альпинизма. Восхождение стало одним из номинантом премии «Хрустальный пик-2017».
21 сентября 2017 года на пресс-конференции, состоявшейся в Варшаве, Кшиштоф Велицкий сообщил, что Денис Урубко всё же присоединяется к польской команде, которая планирует зимнюю экспедицию на К2. 29 декабря национальная польская экспедиция вылетела в Пакистан на зимний К2. Весь январь альпинисты прокладывали путь по маршруту Чесена, но в итоге отказались от него из-за частых камнепадов, от которых пострадали два участника. Весь февраль, провешивая перила по стандартному маршруту по ребру Абруцци (план Б), поляки не спешили, считая, что астрономическая зима длится в Северном полушарии до 21 марта. Они и пермит взяли до 20 марта. Но Урубко реанимировал старый спор, что в определении зимних восхождений надо считать календарную зиму, а восхождения весной не могут считаться зимними (у польских экспедиций на счету три победных «зимних» восхождения на восьмитысячники в марте). Поняв, что «чистого» зимнего восхождения с поляками не получается, Денис покинул команду и за 4 дня до конца зимы 24 февраля, после отказа сильнейшего польского участника Адама Белецкого, самостоятельно в одиночку пошёл из лагеря 3 на штурм вершины. Но из-за катастрофической непогоды он вернулся 26 февраля с высоты 7600, чуть ниже лагеря 4 (7950 м), и был встречен официальным заявлением команды, что «Денис Урубко, в соответствии со своими убеждениями, касающимися конца зимнего сезона, покидает экспедицию, участники которой не видят возможности дальнейшего сотрудничества после его самостоятельной попытки подняться на вершину». Тем не менее, Денис озвучил иную версию событий — психологический прессинг со стороны «ленивых медлительных участников и бессильного руководства». После того, как ему отказали в доступе к интернету в БЛ, он покинул команду с командой треккингеров.
C 6 по 8 августа 2018 года двойка Карделл-Урубко в сложных погодных условиях совершила восхождение на Ушбу (Кавказ, 4706 м) по новому маршруту (5Б [VII ED WI.3], по Северо-западной стене), который получил название Matsoni route.
Летом 2019 года двойка Урубко — Карделл планировала прохождение нового маршрута на вершину Гашербрум-2 (8035 м). Из-за травмы Мария вынуждена была отказаться. Тогда Денис совершил акклиматизационный подъём по классике, и через две недели в одиночку пролез свою линию, которую назвал «Honeymoon» (Медовый Месяц). В перерыве между этими двумя достижениями высшей точки он руководил и действовал в трёх спасательных акциях.

## Рекорды Урубко
1999 год — все пять семитысячников Памира и Тянь-Шаня за 42 дня (подъём-спуск) в проекте «Снежный барс» за один сезон" (все с Андреем Молотовым) . Этот рекорд Урубко побил в 2016 году (с 15 июля по 14 августа, причём спуск со всех вершин совершил на лыжах) польский альпинист Анджей Баргиель, затратив на звание «Снежного барса» 29 дней 17 часов и 5 минут.
1999 год, декабрь — рекордное время на ежегодных декабрьских забегах памяти Анатолия Букреева на пик Амангельды (4000 м) в Заилийском Алатау под Алма-Атой от мемориала «Погибшим в горах» (гидропост Туюксу — 2400 м) и почти до скальной вершины (3970 м) — 1 час 15 минут 42 секунды . Организаторами давно установлена премия $500 за побитие этого достижения!
2000 год, август — в рамках Первого Международного Горного Фестиваля «Хан-Тенгри-2000» (снят фильм А.Кислова «Мраморное сердце Тянь-Шаня») дважды поднялся на вершину, второй раз — на состязаниях по скоростному восхождению на пик Хан-Тенгри, от базового лагеря (4000 м) до вершины (7010) прошёл за 7 часов 40 минут. .
2001 год, 21 августа — скоростное соло-восхождение в Каракоруме на восьмитысячник Гашербрум II от лагеря 1 (5800 м) до вершины (8035 м) за 7 часов 30 минут (побил на 2 часа достижение Анатолия Букреева 1997 года) .
2006 год, 14 сентября — показал рекордное время на ежегодных забегах  на высшую гору Европы Эльбрус. Дистанцию от поляны Азау (начало подъёмника, 2400 м) до Западной вершины (5642 м) (класс «Экстрим») он прошёл за 3 часа 55 минут 58 секунд. Официальный мировой рекорд (2014 г.) — 3 часа 28 минут 41 секунда. Достижение польского спортсмена Анджея Баргеля 2010 года (3 часа 23 минуты 37 секунд), не было зарегистрировано в качестве такового.
2009 год, 11 мая поднялся на Чо-Ойю, и стал первым альпинистом бывшего СССР, взошедшим на все 14 вершин выше 8000 метров. Это было сделано за 9 лет — самый короткий период для «бескислородников» в мире.
Пять (5) новых маршрутов на вершины выше 8000 м в альпийском стиле. Каждое восхождение — уникальное спортивное достижение, которое удалось считанным альпинистам на планете. Для Урубко такие линии всегда являлись самоцелью, сверхзадачей.

### Рекорд СНГ
Всего Урубко совершил 23 восхождения на восьмитысячники что является рекордом СНГ. Другой альпинист с 21 восхождениями на 8000 м Анатолий Букреев.

## Участие в спасательных операциях

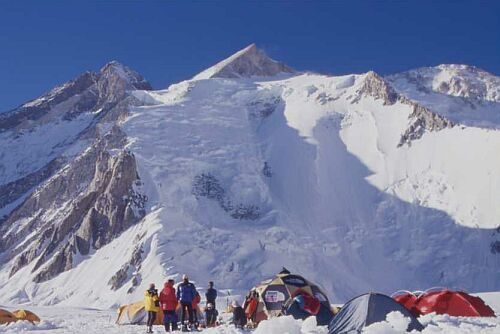
Гашербрум II — первый восьмитысячник Каракорума, покорённый зимой

2001 год, май — сопроводил со склона Лхоцзе ночью с высоты 8100 м до лагеря IV на классическом маршруте выбившуюся из сил известную польскую альпинистку Анну Червинску и шерпа Пасанга. А через день отдыха в штурмовом лагере (ниже польку спускали шерпы и друзья по команде) взошёл на вершину.
2003 год, февраль — со склона К2 после неудачного зимнего штурма в составе польской экспедиции с высоты 7750 м спустил заболевшего и обессилевшего поляка Марчина Качкана.
2003 год, 16 июля со склона Броуд-пика стащил француза Жана-Кристофа Лафая, у которого после восхождения стремительно развилась пневмония. Казахстанская команда уже успешно брала высоту, Урубко назавтра забрался на вершину в одиночку. Позже Лафай пропал без вести при попытке зимнего соло-восхождения на Макалу в январе 2006 года.
2007 год, май — прервав свой скоростной соло-забег на гималайский восьмитысячник Дхаулагири, снял с горы полумёртвого российского ветерана Бориса Коршунова, который провёл одиночную «холодную» ночёвку на 7300 м.
2008 год, май — сразу после восхождения на восьмитысячник Макалу принял участие в авральной попытке спасения с Аннапурны больного испанца Иньяки Очоа. Денис успел с грузом кислородных баллонов подняться от подножия горы до лагеря III (6900 м), когда Иньяки умер от отёка мозга, проведя пять ночей в лагере IV (7400 м). Позже Урубко в числе других спасателей знаменитого баска был награждён испанской Золотой Медалью «За спортивные заслуги».
2018 год, январь — во время попытки зимнего восхождения на К2 принял участие в спасении француженки Элизабет Револ (Elisabeth Revol) и поляка Томаша Мацкевича (Tomasz Mackiewicz), попавших в непогоду после восхождения на Нанга Парбат. С 26 по 28 января на горе силами четырёх польских альпинистов: Дениса Урубко, Адама Белецкого (Adam Bielecki), Пётра Томала (Piotr Tomala) и Ярослава Ботора (Jarosław Botor), которые приостановили свою экспедицию на К2, была проведена одна из самых масштабных спасательных операций в истории альпинизма. По итогам спасработ Элизабет была снята двойкой Урубко — Белецкий с высоты 6100 м (она получила обморожения конечностей), а обмороженный и ослепший Томек остался в спальнике на отметке 7280 метров. Из-за непогоды спасатели не смогли подняться к нему и он погиб, с седьмой попытки покорив эту вершину. Спасательная операция получила широкое освещение в польских и зарубежных СМИ, а героизм её участников получил заслуженные отзывы. 10 июня 2019 года все участники спасательной команды были награждены Орденом Возрождения Польши.

## Общественная работа
- С 2001 года тренер альпинистской молодёжной секции в г. Алматы
- 2005—2010 президент Федерации Альпинизма и Скалолазания г. Алматы
- В марте 2010 года избран вице-президентом Федерации Альпинизма и Скалолазания Республики Казахстан, председателем Комитета по альпинизму (Протокол № 1 заседания Президиума ФА и С РК от 1 апреля 2010 г)
- В октябре 2010 года — председатель жюри конкурса «Золотой ледоруб Азии-2010» (Сеул, Корея)[21].
- В ноябре 2010 года в числе почётных приглашённых 16 топ-альпинистов-2010 (вместе с Райнхольдом Месснером, Кшиштофом Велицким, Хансом Каммерлендером, Нивес Мерой, О Ын Сон и другими звёздами альпинизма) участвовал в очередном Международном Горном Саммите (IMS) в Брессаноне (северная Италия) с докладом о казахстанских маршрутах на 8000 м.
- В ноябре 2012 года — член жюри конкурса «Золотой ледоруб Азии-2012» (Сеул, Корея)[22].
- В марте 2014 года — член жюри 22 конкурса «Золотой ледоруб 2014» в Шамони/Курмайор(Франция)[23]
- С октября 2014 года — тренируется и совершает восхождения с молодёжью в окрестностях Бергамо.
- С марта 2016 года помогает заинтересованной молодёжи в рамках своего международного проекта «URUBKO CAMP». Деятельность объединяет Россию (Сахалин, Северный Кавказ, Москва), Среднюю Азию (Бишкек, Алматы) и Европу (Италия, Польша, Испания). Встречается и рассказывает про системы тренировок, методику подготовки. Материально и финансово поддерживает коллективы и отдельных спортсменов, организует совместные выезды в горы.

### Статьи
- urubko.blogspot.com — блог с материалами по ходу проектов и тренировок, конференций
- 24 статьи (1999—2005 гг.) начинающего писателя-альпиниста Дениса Урубко для сайта Mountain.ru
- Ещё 19 статей Урубко (2003—2005 гг.) и 2 интервью с ним на сайте Russianclimb.com

### Книги
- «Спор’t», Алматы, 2002 .
- «Горный сезон», Алматы, 2005 .
- «Вершины Малоалматинского ущелья», Алматы, 2008 .
- Урубко Денис «Акцент горы» — Алматы: ТОО «Полиграфсервис», 2008. — 152 с., ISBN 9965-21-915-X
- Урубко Денис «Прогулка самурая: сборник рассказов/Денис Урубко» — Алматы: Типография «Unique Service», 2009. — 160 с., ISBN 978-601-06-0349-3
- «Colpevole d’alpinismo» (Пленник альпинизма), «Priuli & Verlucca», Милан, 2010 . 40-я Премия «Золотой Репейник» ITAS-2011 (Италия) среди книг по альпинизму, как лучшей из 108 претендентов, за жизненность изложения, эссеистику и исследование альпийского мира .
- «Skazany na gory» (Околдованный горами). Изд. Mountain quest, Zabkowice Slaskie, Polska, 2011 .
- «Ecesso di Montagna», Priuli & Verlucca, Милан, 2012 (сборник статей, очерков и заметок, написанных в разные годы)
- Урубко Денис «Реинкарнация» — Рязань: Квашнина О. И., 2012. — 216 с., 8 л. ил. на вкл. ISBN 978-5-9903968-1-4
- Урубко Денис «Прогулки по вертикали» — М.: Paulsen, 2012. — 240 с. c ил. ISBN 978-5-98797-052-2
- Урубко Денис «Абсурд Эвереста» — Рязань: Квашнина О. И., 2013. — 160 с., 16 л. ил. на вкл. ISBN 978-5-9903968-2-1
- Урубко Денис «Погоня за снежным барсом» — Рязань: Квашнина О. И., 2014. — 228 с., 8 л. ил. на вкл. ISBN 978-5-9903968-3-8
- Urubko Denis «Czekan porucznika», изд. Mountain quest, 2014. — 365 c., Zabkowice Slaskie, Polska, ISBN 978-83932611-1-6

### Документальные фильмы
1. «Все, что нас не убивает, делает нас сильнее» (О восхождениях в Заилийском Алатау, 13 мин).
2. «Нон-стоп 2» (фильм о зимнем восхождении на пик Мраморная стена, Тянь-Шань, 10 мин).
3. «Пять снов Манаслу» (фильм о восхождении в Гималаях, 16 мин) .
4. «Reflect action» (фильм об экспедиции на в. Канченджанга в Гималаях, 40 мин)